# 7091 Maryfields
7091 Maryfields eller 1992 JA är en asteroid i huvudbältet som upptäcktes den 1 maj 1992 av de båda amerikanska astronomerna Eleanor F. Helin och K. J. Lawrence vid Palomarobservatoriet. Den är uppkallad efter Mary Fields.
Den har en diameter på ungefär 5 kilometer.